# Círculo de Baviera
El Círculo de Baviera (en alemán: Bayerischer Reichskreis) era un círculo imperial del Sacro Imperio Romano Germánico.
El estado más importante con diferencia en el círculo fue el Ducado de Baviera (elevado a Electorado por el emperador Fernando II en 1623) con los territorios del Alto Palatinado. Otros Estados imperiales como el Príncipado-Arzobispado de Salzburgo, el Principado-Obispado de Frisinga, Passau y Ratisbona así como la Ciudad imperial de Ratisbona, sede de la Dieta imperial desde 1663, tenía una importancia secundaria. El elector de Baviera y el arzobispo de Salzburgo actuaron como directores del círculo.

## Composición
El círculo estaba formado por los siguientes estados:
| Nombre                      | Tipo de entidad       | Comentarios                                     |
| --------------------------- | --------------------- | ----------------------------------------------- |
| Baviera                     | Ducado                | Incluyendo el Alto Palatinado                   |
| Berchtesgaden               | Prebostazgo           |                                                 |
| Breiteneck                  | Señorío               |                                                 |
| Ehrenfels                   | Señorío               |                                                 |
| Freising                    | Obispado              |                                                 |
| Haag                        | Condado               | En posesión de los duques de Baviera desde 1567 |
| Hohenwaldeck                | Señorío               |                                                 |
| Leuchtenberg                | Landgraviato          |                                                 |
| Niedermünster in Regensburg | Abadía                |                                                 |
| Obermünster in Regensburg   | Abadía                |                                                 |
| Ortenburg                   | Condado               |                                                 |
| Palatinado-Neuburg          | Ducado                |                                                 |
| Palatinado-Sulzbach         | Ducado                |                                                 |
| Passau                      | Obispado              |                                                 |
| Ratisbona                   | Obispado              |                                                 |
| Ratisbona                   | Ciudad Imperial Libre |                                                 |
| Salzburgo                   | Arzobispado           |                                                 |
| St Emmeram in Regensburg    | Abadía                |                                                 |
| Sternstein                  | Condado               |                                                 |
| Sulzbürg y Pyrbaum          | Señorío               |                                                 |